# Now Museum, Now You Don't
«Now Museum, Now You Don't» (titulado «Un viaje por la historia» en Hispanoamérica y «Ahora museo, ahora no» en España) es el tercer episodio de la trigésimasegunda temporada de la serie de televisión animada estadounidense Los Simpson, y el 687º episodio en total. Se emitió en los Estados Unidos en Fox el 11 de octubre de 2020. y escrito por Dan Greaney.
Es el primer episodio en el que Eric Lopez pone voz al Bumblebee Man, sustituyendo a Hank Azaria. El episodio presentaba a Lisa fantaseando con el arte occidental. También recibió críticas positivas en general, y fue visto en directo en Estados Unidos por 1,36 millones de espectadores.

## Trama
Mientras está enferma en casa, Lisa Simpson lee un libro sobre arte occidental y fantasea las historias de la siguiente manera.

### Lisanardo da Vinci
En Vinci, Italia, en 1462, Lisanardo da Vinci (Lisa) dibuja un sospechoso para el Jefe Wiggum, Wiggum piensa que con esto Homer ganaría mucho dinero. Florencia estaba entonces en los albores del Renacimiento. Pronto, Lisanardo se convierte en el artista más famoso de Florencia, lo que provoca los celos de sus compañeros.
Más tarde, Lisanardo se preocupa por tener demasiado talento y empieza a escribir diarios secretos que nadie descifrará en 400 años.
Uno de los diarios es robado por Barticelli (Bart Simpson) y entregado al Sr. Burns. El Sr. Burns utiliza las ideas para el mal y acaba destruyendo la ciudad. Cuando Lisanardo se entera de que sus ideas están siendo utilizadas para la guerra, escapa a Francia y se dirige a la Corte del Rey Francisco I (Nelson Muntz), donde trabaja en su nueva obra maestra, una novela titulada El código Da Vinci.

### 1863 Francia
En 1863, un impresionista francés (Bart) recibe los elogios de Henri de Toulouse-Lautrec (Moe) por su obra y se gana el respeto de los demás alumnos. La dirección de la escuela teme que al Emperador no le guste el arte, por lo que pide a los alumnos que no se lo muestren. Sin embargo, los alumnos lo hacen y el Emperador elogia su trabajo.

### Cupido
Cupido (Maggie) dispara accidentalmente a Homer una flecha mortal en lugar de una flecha de amor y éste muere, ascendiendo al cielo en una escalera mecánica antes de precipitarse en un infierno a lo El Bosco.

### Diego RiverayFrida Kahlo
Poco después de que Diego (Homer) y Frida (Marge) se casen, Diego hace que se muden a América, donde John D. Rockefeller (Sr. Burns) hace que Diego pinte un mural en el Rockefeller Center, mientras Frida se queda fuera. Las hermanas de Frida (Patty y Selma) la animan a dejar a Diego, pero ella duda. En un intento de hacerse notar por su trabajo, Frida muestra sus obras a Diego, quien las elogia. Diego decide adaptar su mural para reflejar las ideas de Frida, lo que no gusta a Rockefeller, que le dice que pinte encima o perderá el trabajo. Diego se niega y se marchan.

### Vincent
Moe canta una canción al son de «Vincent», mientras los créditos ruedan sobre cuadros famosos.

## Producción
Un fotograma del episodio fue publicado en Twitter por el showrunner Al Jean el 16 de julio de 2020. También en 2020, Fox publicó siete imágenes promocionales del episodio. Este es el primer episodio en el que Eric Lopez pone voz a Bumblebee Man, tomando el relevo de Hank Azaria, que puso voz al personaje desde la cuarta temporada. Esto se produjo después de que los productores de la serie anunciaran que «De ahora en adelante, Los Simpson ya no tendrán actores blancos que pongan voz a personajes que no sean blancos», y sigue a Alex Désert asumiendo el papel de Carl Carlson de Azaria, en el primer episodio de la temporada.

## Recepción

### Audiencia
En Estados Unidos, el episodio fue visto en directo por 1,36 millones de espectadores.

### Respuesta de la crítica
Tony Sokol de Den of Geek afirma: «Aunque no sea una obra maestra, el episodio 3 de la temporada 32 de Los Simpson, "Now Museum, Now You Don't", puede colgar en la mayoría de las galerías. Más allá del humor, los efectos visuales son bastante impresionantes, y variados». Y añade: «"Now Museum, Now You Don't" funciona como un programa de variedades, aunque siga un solo concepto. No es un episodio desternillante, pero los segmentos permiten que sea variado. Los tres segmentos estaban bien producidos, eran divertidos y tenían suficientes trivialidades históricas para mantener el ingenio». También calificó el episodio con cuatro de cinco estrellas.
Jesse Bereta de Bubbleblabber dio al episodio un 7 sobre 10. Deseó que el episodio no fuera el segundo de tres episodios consecutivos no tradicionales y hubiera preferido una historia tradicional en este lugar. Calificó el episodio de «intelectual e informativo». Destacó la escena final de Moe cantando.